# Jutta Müller-Tamm
Jutta Müller-Tamm (* 30. September 1963 in Ludwigshafen am Rhein) ist eine deutsche Germanistin und Literaturwissenschaftlerin.

## Leben
Müller-Tamm studierte von 1982 bis 1990 Germanistik, Philosophie, Kunstgeschichte, Theater-, Film- und Fernsehwissenschaften an den Universitäten in Heidelberg und Frankfurt am Main. Im Jahr 1994 erfolgte die Promotion, im Jahr 2003 die Habilitation. Müller-Tamm arbeitete als Wissenschaftliche Mitarbeiterin an der Schirn Kunsthalle in Frankfurt am Main von 1993 bis 1995. Bis zum Jahr 2001 war sie als Wissenschaftliche Assistentin an der TU Berlin tätig. In den Jahren 2002 und 2003 vertrat sie eine Assistentenstelle an der TU Berlin, seit 2006 ist Müller-Tamm Professorin an der FU Berlin. Ihre Arbeitsschwerpunkte liegen in Literatur- und Wissenschaftsgeschichte, Ästhetik und Poetik des 19. und frühen 20. Jahrhunderts, Klassischer Moderne und Gegenwartsliteratur.
Jutta Müller-Tamm ist die Schwester der ehemaligen Ludwigshafener Oberbürgermeisterin Eva Lohse sowie der Kunstwissenschaftlerin Pia Müller-Tamm. Sie lebt in Berlin und ist verheiratet mit dem Schriftsteller Ingo Schulze.

## Schriften (Auswahl)
- Kunst als Gipfel der Wissenschaft. Ästhetische und wissenschaftliche Weltaneignung bei Carl Gustav Carus. Berlin: de Gruyter, 1995. (Rezensionen: Anton Philipp Knittel, Referatedienst zur Literaturwissenschaft 27, 1995; Friedmar Apel, Zeitschrift für Germanistik, 3/1996; Stefan Grosche, Gesnerus 1996; Jutta Osinski, Arbitrium 1997)
- Abstraktion als Einfühlung. Zur Denkfigur der Projektion in Psychophysiologie, Kulturtheorie, Ästhetik und Literatur der frühen Moderne. Freiburg: Rombach, 2005. Rezensionen: Hans-Georg von Arburg, Zeitschrift für Germanistik, 2006; Falko Schmieder, Weimarer Beiträge, 3/2006; Patrick Bühler, KulturPoetik, 10/2006; Tobias Wilke, IASL online 3. März 2007; Anton Knittel, literaturkritik.de, 5, Mai 2007; Hubertus Kohle. Kunstforum 8/2007, Nr. 06 / auch in: Sehepunkte 7 (2007).